# Hoa hậu Nga
Hoa hậu Nga là một cuộc thi sắc đẹp dành cho những cô gái tại Liên bang Nga. Từ năm 2007, người chiến thắng của cuộc thi Hoa hậu Nga sẽ đại diện cho nước này tham gia 2 cuộc thi sắc đẹp quốc tế lớn là Hoa hậu Hoàn vũ và Hoa hậu Thế giới.
Đương kim Hoa hậu Nga hiện nay là Valentina Alekseeva, đến từ Chuvashia.

## Lịch sử hình thành

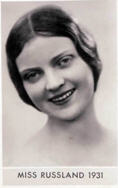
Marina Shalyapina Hoa hậu Nga 1931

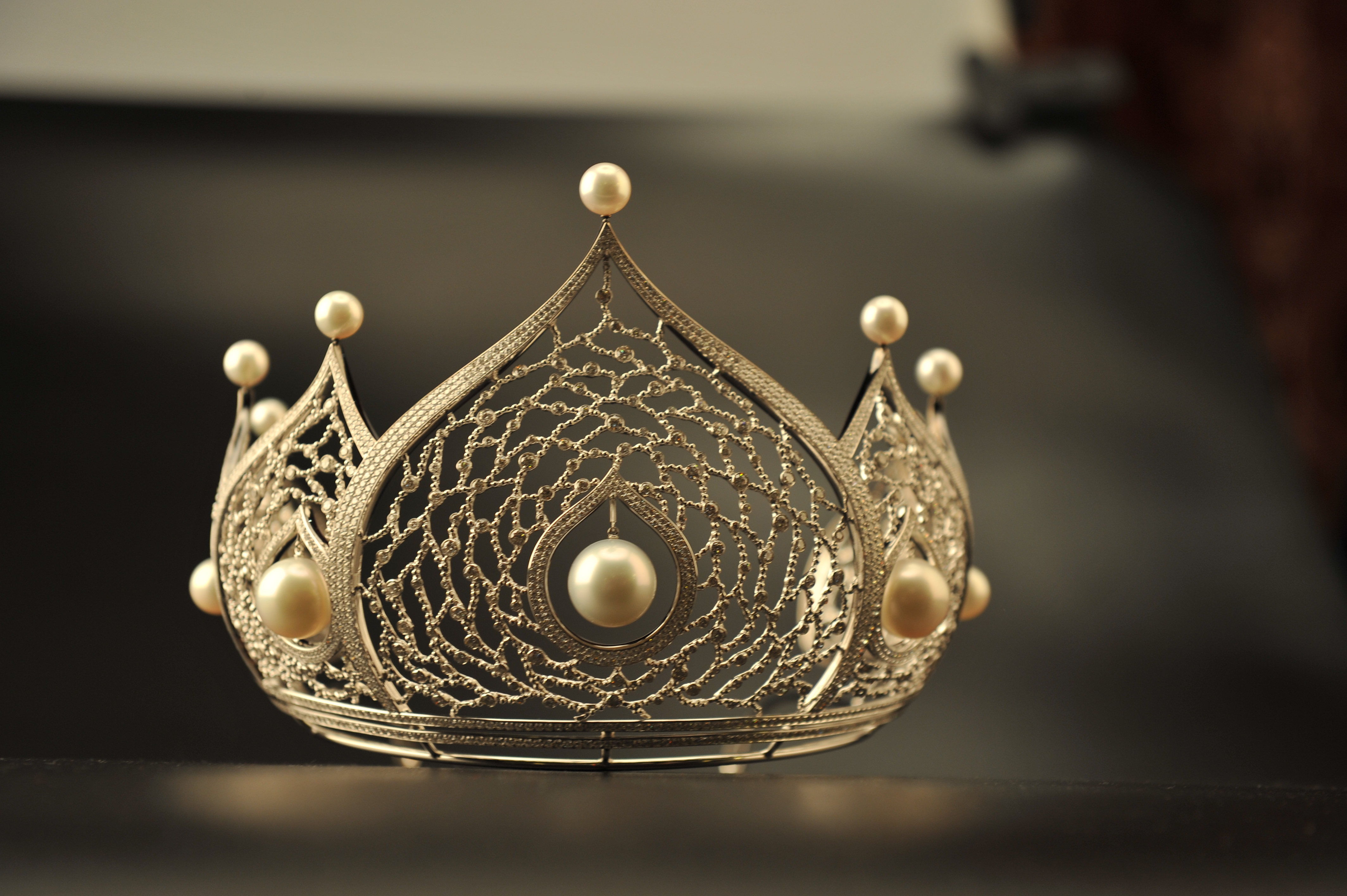
Vương miện Hoa hậu Nga

Cuộc thi Người đẹp Nga được tổ chức lần đầu tiên vào năm 1927 tại Paris. Trong suốt giai đoạn 1927-1938, cuộc thi nhiều lần tổ chức cũng tại Paris. Thời gian này có khoảng 200 nghìn kiều dân Nga sống tại Pháp. Ban đầu, cuộc thi chỉ giới hạn trong cộng đồng kiều dân Nga. Từ năm 1929, khi có thông lệ người đăng quang Người đẹp Nga được đăng lên ảnh bìa tạp chí "Minh họa Nga" (Tiếng Nga: Иллюстри́рованная Росси́я, tiếng Pháp: La Russie Illustrée), một tạp chí tiếng Nga được xuất bản tại Pháp, thì phạm vi tuyển chọn được mở rộng đến cộng đồng nói tiếng Nga trên toàn châu Âu.
Khi Thế chiến thứ hai nổ ra, cuộc thi "Người đẹp Nga" đã không được tiếp tục tổ chức trong một thời gian dài. Mãi đến năm 1989, cuộc thi sắc đẹp được tổ chức lại tại Matxcova với tên gọi "Hoa hậu Liên Xô". Tuy nhiên cuộc thi cũng chỉ tiến hành được thêm 1 lần nữa vào năm 1990. Đến năm 1993, một lần nữa cuộc thi đã được tổ chức lại với tên gọi "Hoa hậu Nga". Từ đó cuộc thi được duy trì hàng năm cho đến ngày nay, chỉ bị gián đoạn 5 lần vào năm 1994, 2000, 2008, 2020 và 2021.

## Danh sách các Hoa hậu Nga
Ghi chú: Cuộc thi không được tổ chức vào các năm 1994, 2000, 2008, 2020 và 2021.
| Năm  | Hoa hậu Nga           | Tên tiếng Nga                    | Đại diện          | Ghi chú               |
| ---- | --------------------- | -------------------------------- | ----------------- | --------------------- |
| 1993 | Anna Baitchik         | Анна Витальевна Байчик           | Saint Petersburg  |                       |
| 1995 | Elmira Touyusheva     | Эльми́ра Альбе́ртовна Тую́шева      | Kaluga Oblast     |                       |
| 1996 | Alexandra Petrova     | Александра Валерьевна Петрова    | Cheboksary        |                       |
| 1997 | Yelena Rogozhina      | Елена Рогожина                   | Samara Oblast     | Hoa hậu Châu Âu 1999  |
| 1998 | Anna Malova           | Анна Малова                      | Yaroslavl Oblast  |                       |
| 1999 | Anna Kruglova         | Анна Круглова                    | Tatarstan         |                       |
| 2001 | Oxana Fedorova        | Оксана Геннадьевна Фёдорова      | Saint Petersburg  | Hoa hậu Hoàn vũ 2002  |
| 2002 | Svetlana Koroleva     | Светлана Юрьевна Королёва        | Karelia           | Hoa hậu Châu Âu 2002  |
| 2003 | Victoria Lopyreva     | Виктория Петровна Лопырёва       | Rostov Oblast     |                       |
| 2004 | Diana Zaripova        | Диана Зарипова                   | Tatarstan         |                       |
| 2005 | Alexandra Ivanovskaya | Александра Ивановская            | Khabarovsk Krai   |                       |
| 2006 | Tatiana Kotova        | Татьяна Николаевна Котова        | Rostov Oblast     |                       |
| 2007 | Ksenia Sukhinova      | Ксе́ния Влади́мировна Сухи́нова     | Tyumen Oblast     | Hoa hậu Thế giới 2008 |
| 2009 | Sofia Rudieva         | София Андреевна Рудьева          | Saint Petersburg  |                       |
| 2010 | Irina Antonenko       | Ири́на И́горевна Анто́ненко         | Sverdlovsk Oblast |                       |
| 2011 | Natalia Gantimurova   | Наталья Серге́евна Гантимурова    | Moscow Oblast     |                       |
| 2012 | Elizaveta Golovanova  | Елизаве́та И́горевна Голова́нова    | Smolensk Oblast   |                       |
| 2013 | Elmira Abdrazakova    | Эльмира Рафаи́ловна Абдразакова   | Kemerovo Oblast   |                       |
| 2014 | Yulia Alipova         | Юлия Сергеевна Алипова           | Balakovo          |                       |
| 2015 | Sofia Nikitchuk       | София Викторовна Никитчук        | Yekaterinburg     |                       |
| 2016 | Yana Dobrovolskaya    | Яна Денисовна Добровольская      | Tyumen Oblast     |                       |
| 2017 | Polina Popova         | Полина Алексеевна Попова         | Sverdlovsk Oblast |                       |
| 2018 | Yulia Polyachikhina   | Юлия Сергеевна Полячихина        | Chuvashia         |                       |
| 2019 | Alina Sanko           | Алина Станиславовна Санько       | Azov              |                       |
| 2022 | Anna Linnikova        | Анна Линникова                   | Orenburg Oblast   |                       |
| 2023 | Margarita Golubeva    | Маргарита Александровна Голубева | Saint Petersburg  |                       |
| 2024 | Valentina Alekseeva   | Валентина Алексеева              | Chuvashia         |                       |

### Số lần chiến thắng của các vùng
| Vùng              | Số lần | Năm                 |
| ----------------- | ------ | ------------------- |
| Saint Petersburg  | 4      | 1993 2001 2009 2023 |
| Chuvashia         | 3      | 1996 2018 2024      |
| Rostov Oblast     | 3      | 2003 2006 2019      |
| Sverdlovsk Oblast | 3      | 2010 2015 2017      |
| Tyumen Oblast     | 2      | 2007 2016           |
| Tatarstan         | 2      | 2000 2004           |
| Orenburg Oblast   | 1      | 2022                |
| Saratov Oblast    | 1      | 2014                |
| Kemerovo Oblast   | 1      | 2013                |
| Smolensk Oblast   | 1      | 2012                |
| Moscow Oblast     | 1      | 2011                |
| Khabarovsk Krai   | 1      | 2005                |
| Karelia           | 1      | 2002                |
| Yaroslavl Oblast  | 1      | 1998                |
| Samara Oblast     | 1      | 1997                |
| Kaluga Oblast     | 1      | 1995                |

### Hình ảnh của các hoa hậu

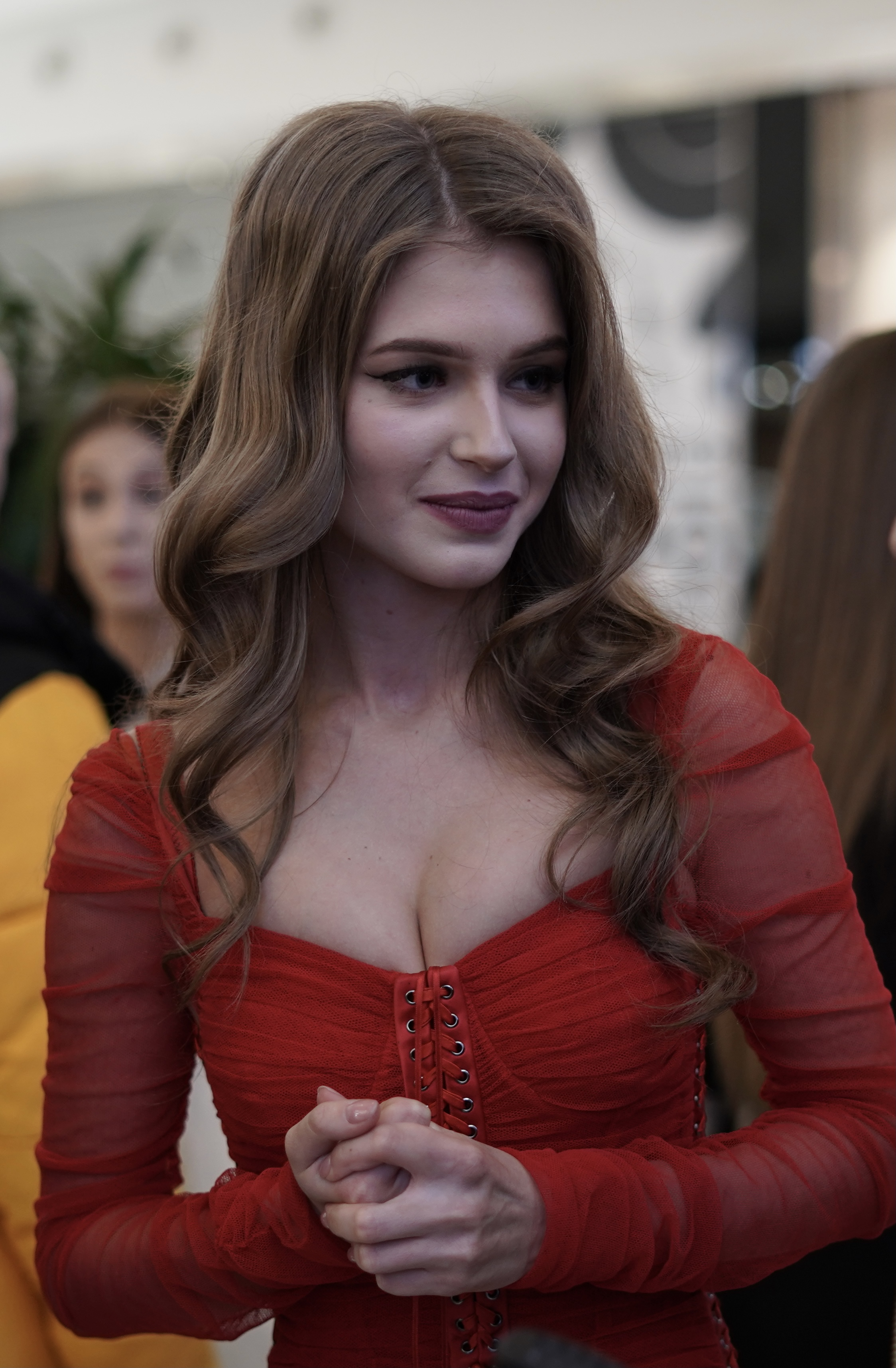
Alina Sanko, Hoa hậu Nga 2019
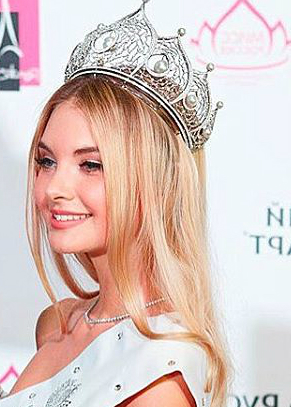
Polina Popova, Hoa hậu Nga 2017
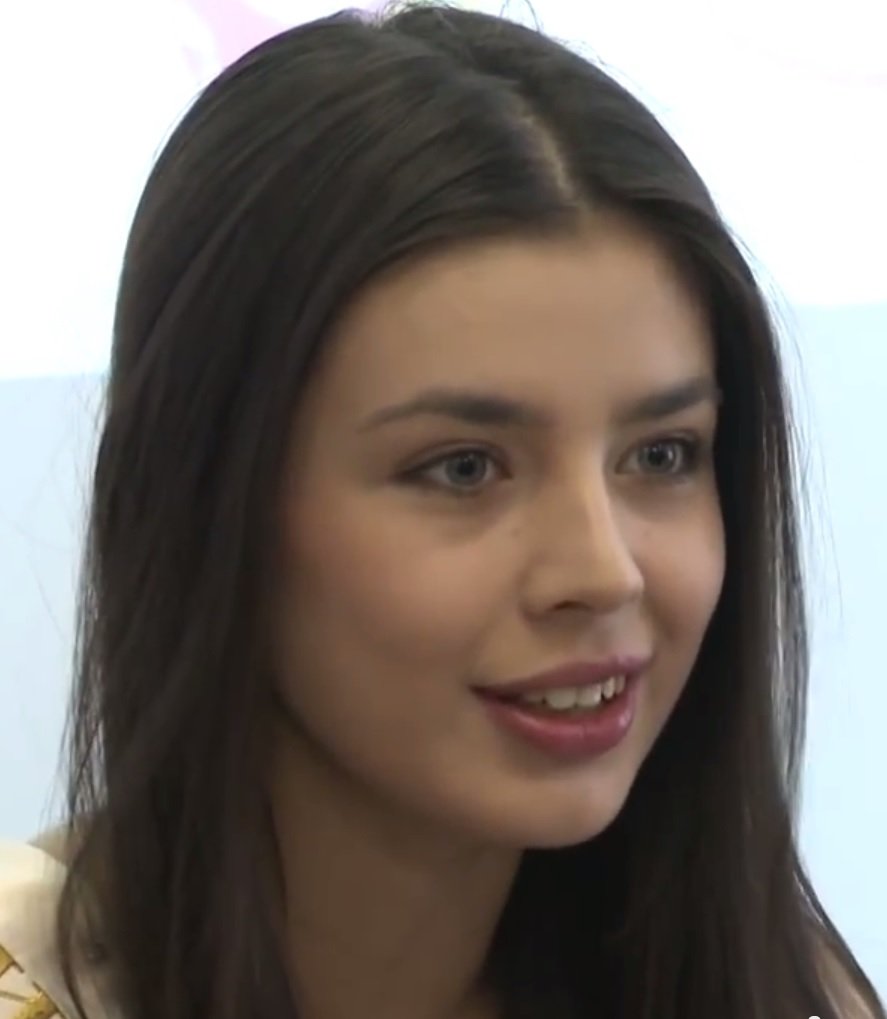
Elmira Abdrazakova, Hoa hậu Nga 2013
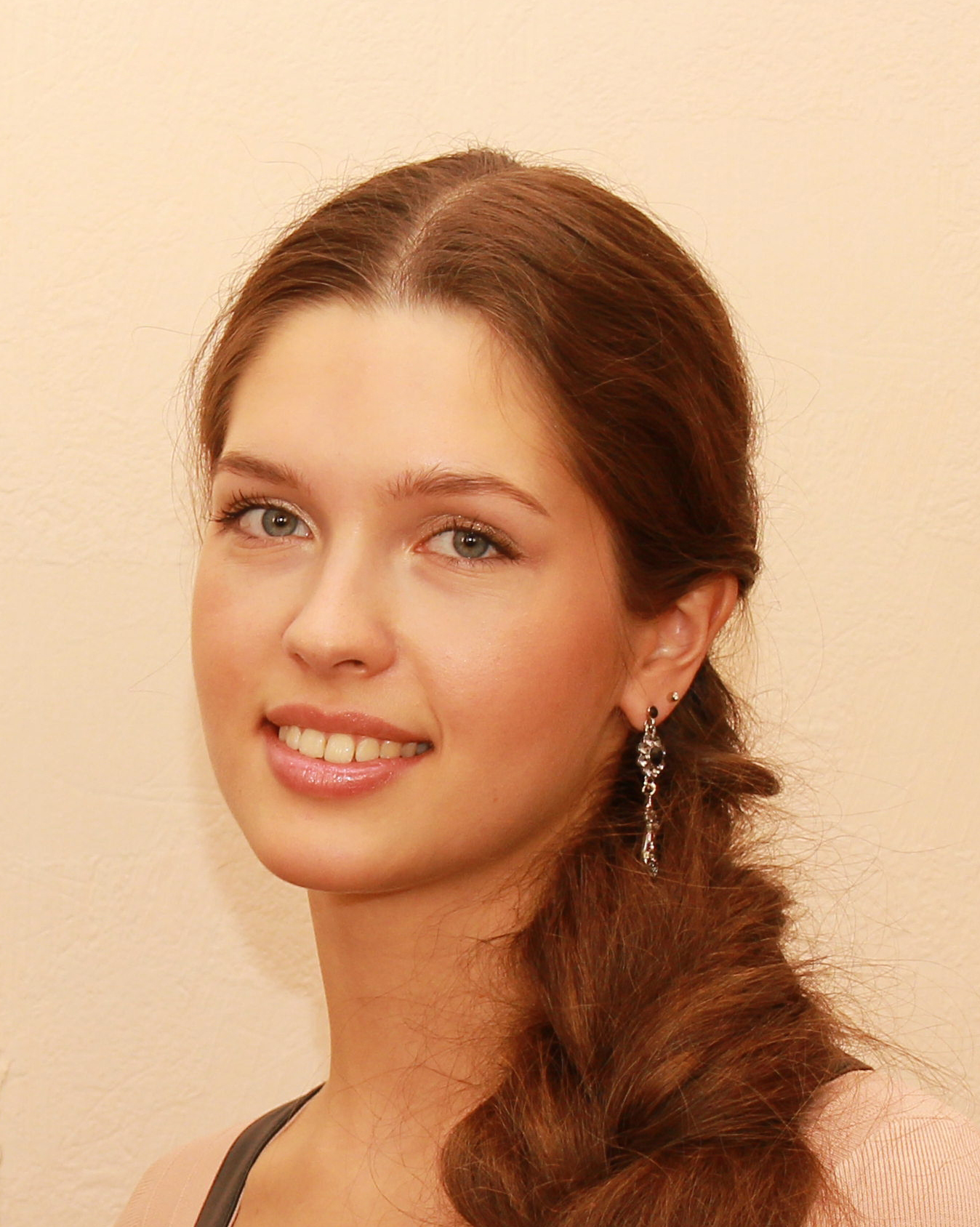
Elizaveta Golovanova, Hoa hậu Nga 2012
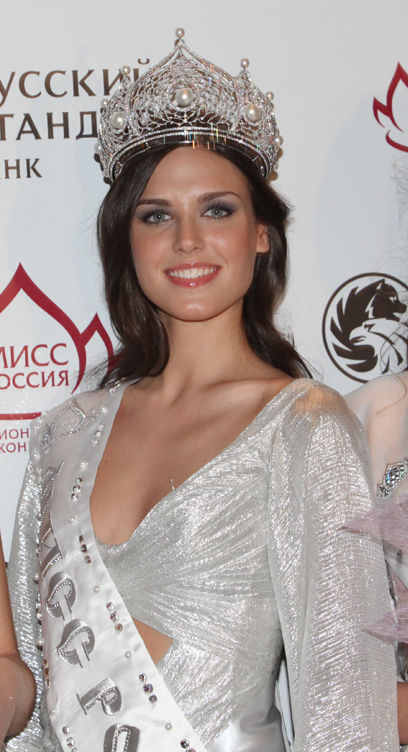
Irina Antonenko, Hoa hậu Nga 2010
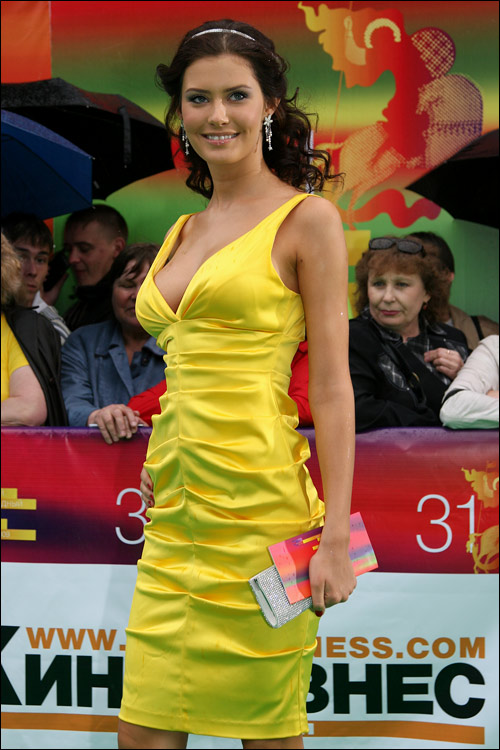
Sofia Rudieva, Hoa hậu Nga 2009
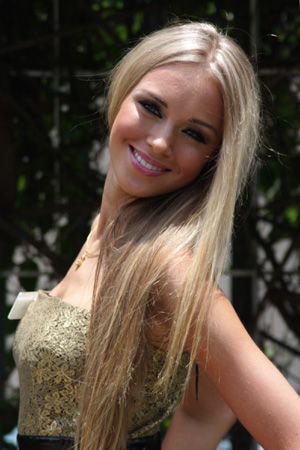
Ksenia Sukhinova, Hoa hậu Nga 2007
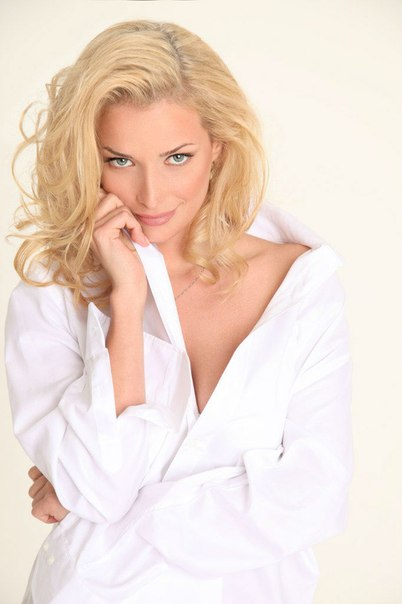
Tatiana Kotova, Hoa hậu Nga 2006
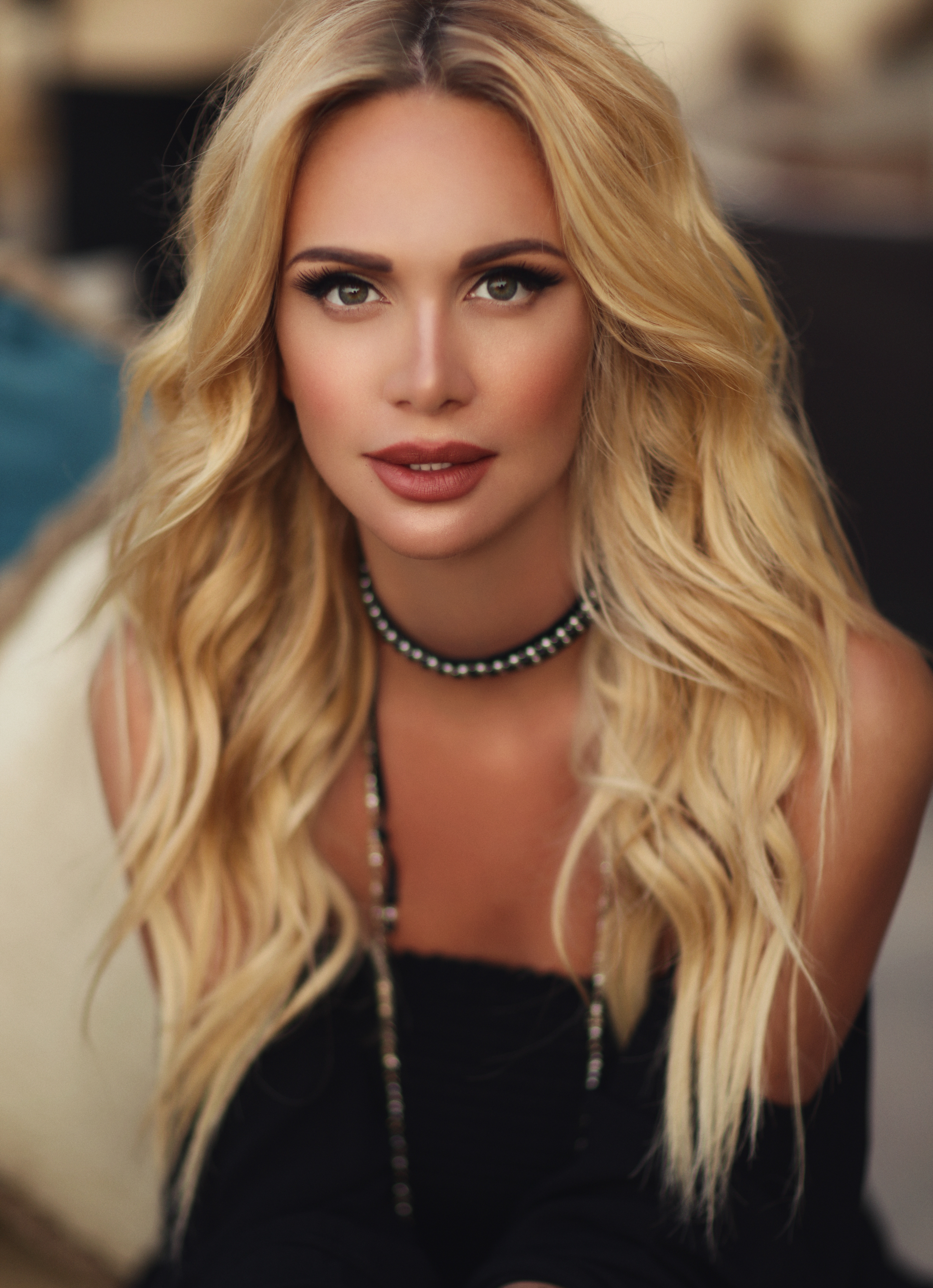
Victoria Lopyreva, Hoa hậu Nga 2003
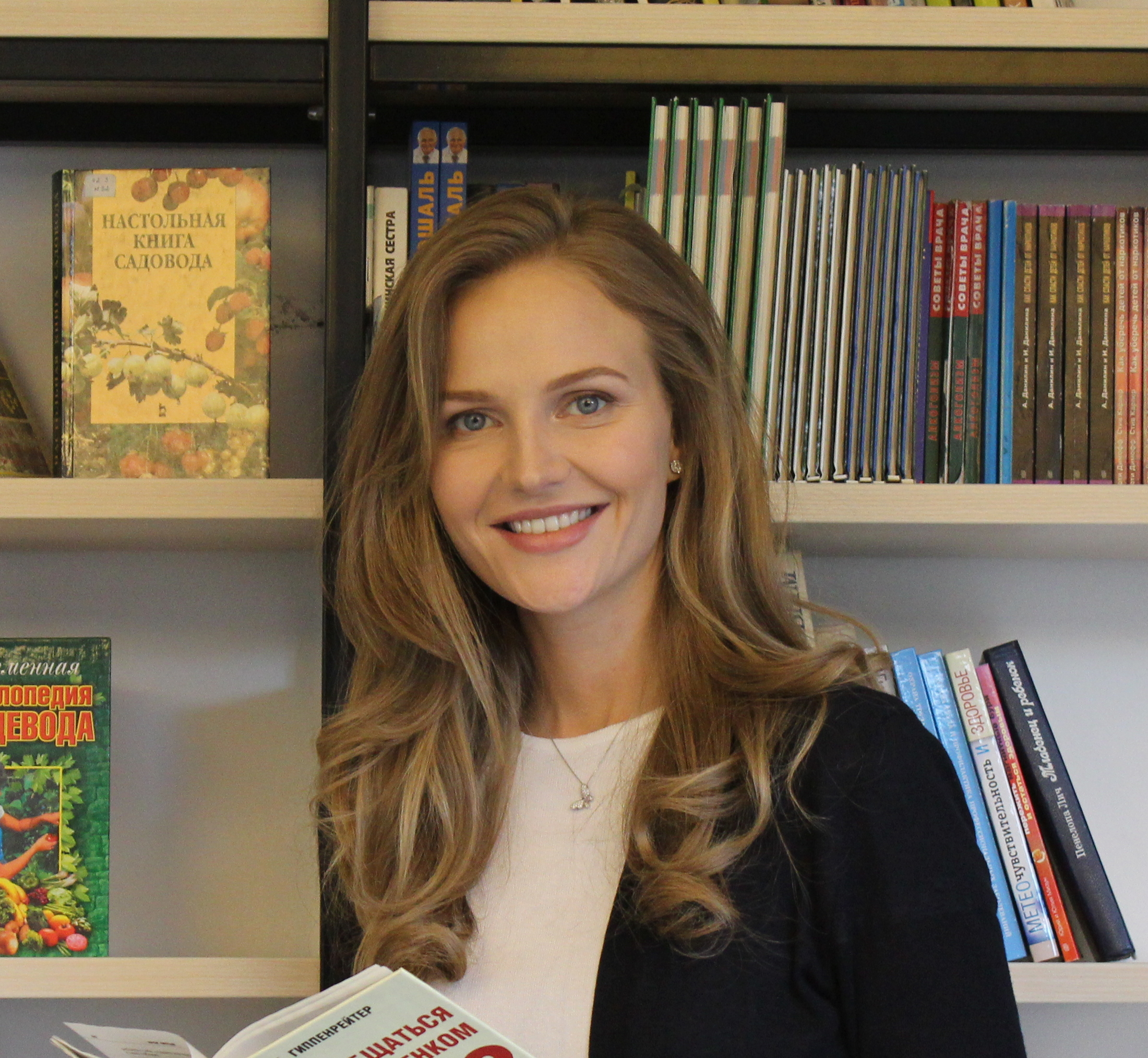
Svetlana Koroleva, Hoa hậu Nga 2002
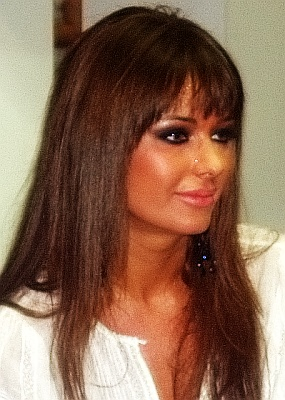
Oxana Fedorova, Hoa hậu Nga 2001

## Thành tích quốc tế

### Hoa hậu Hoàn vũ Nga
- : Đăng quang
- : Top 5/6
- : Bán kết hoặc Tứ kết
- : Giải phụ

| Năm                                      | Chủ thể            | Đại diện              | Thứ hạng             | Giải thưởng                             |
| ---------------------------------------- | ------------------ | --------------------- | -------------------- | --------------------------------------- |
| 2024                                     | Chuvashia          | Valentina Alekseeva   | TBA                  | TBA                                     |
| 2023                                     | Saint Petersburg   | Margarita Golubeva    | Không đạt giải       |                                         |
| 2022                                     | Orenburg Oblast    | Anna Linnikova        | Không đạt giải       |                                         |
| 2021                                     | Kazan              | Ralina Arabova        | Không đạt giải       |                                         |
| 2020                                     | Rostov Oblast      | Alina Sanko           | Không đạt giải       |                                         |
| 2019                                     | Không tham gia     | Không tham gia        | Không tham gia       | Không tham gia                          |
| 2018                                     | Chuvashia          | Yulia Polyachikhina   | Không đạt giải       |                                         |
| 2017                                     | Moscow             | Kseniya Alexandrova   | Không đạt giải       |                                         |
| 2016                                     | Orenburg           | Yuliana Korolkova     | Không đạt giải       |                                         |
| 2015                                     | Chita Oblast       | Vladislava Evtushenko | Không đạt giải       |                                         |
| 2014                                     | Saratov Oblast     | Yulia Alipova         | Không đạt giải       |                                         |

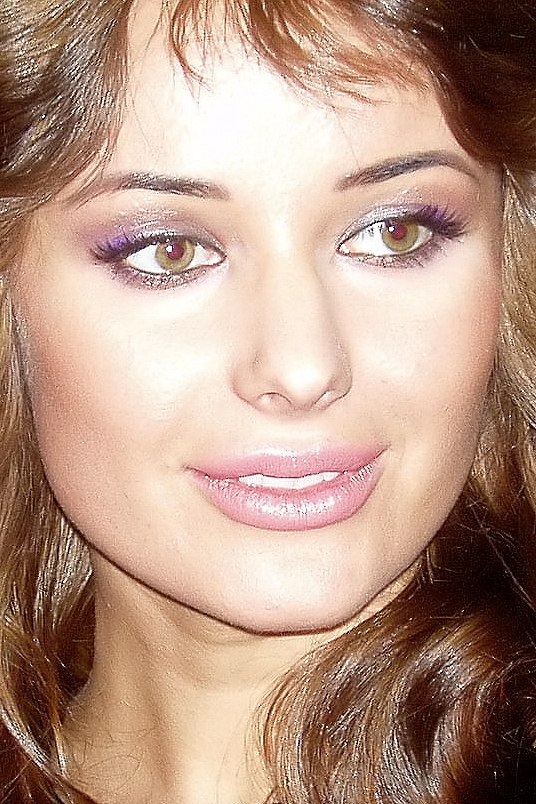
Oxana Fedorova
Hoa hậu Nga 2002
Hoa hậu Hoàn vũ 2002

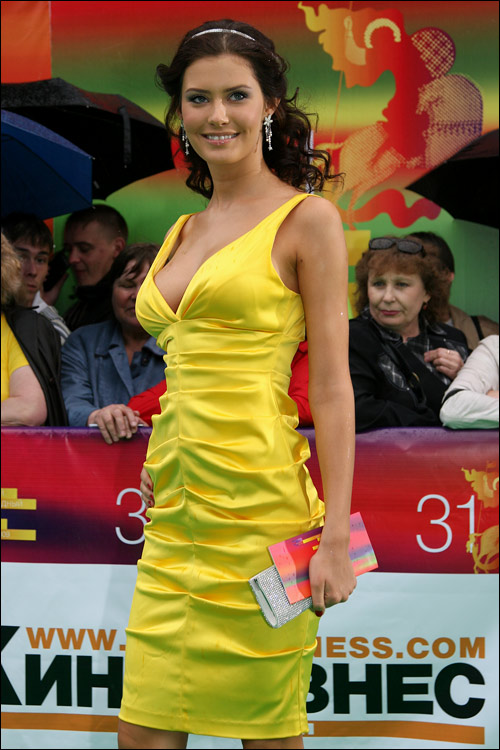
Sofia Rudieva
Hoa hậu Nga 2009

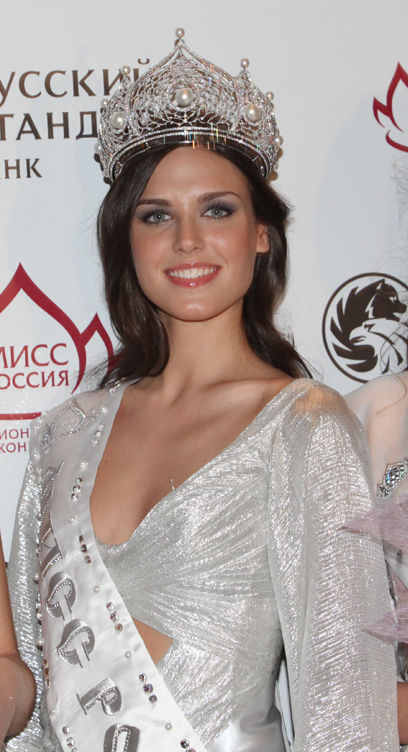
Irina Antonenko
Hoa hậu Nga 2010

| 2013                                     | Kemerovo Oblast    | Elmira Abdrazakova    | Không đạt giải       | - Best National Costume (2nd Runner-up) |
| 2012                                     | Smolensk Oblast    | Elizaveta Golovanova  | Top 10               |                                         |
| 2011                                     | Moscow Oblast      | Natalia Gantimurova   | Không đạt giải       |                                         |
| 2010                                     | Sverdlovsk Oblast  | Irina Antonenko       | Top 15               |                                         |
| 2009                                     | Saint Petersburg   | Sofia Rudieva         | Không đạt giải       |                                         |
| 2008                                     | Moscow             | Vera Krasova          | Á hậu 3              |                                         |
| 2007                                     | Rostov Oblast      | Tatiana Kotova        | Không đạt giải       |                                         |
| Hoa hậu Hoàn vũ Nga                      |                    |                       |                      |                                         |
| 2006                                     | Kemerovo Oblast    | Anna Litvinova        | Top 20               | - Best National Costume (Top 20)        |
| 2005                                     | Rostov Oblast      | Nataliya Nikolayeva   | Không đạt giải       |                                         |
| 2004                                     | Novosibirsk Oblast | Kseniya Kustova       | Không đạt giải       |                                         |
| Miss Russia                              |                    |                       |                      |                                         |
| 2003                                     | Khabarovsk         | Olesya Bondarenko     | Không đạt giải       |                                         |
| 2002                                     | Saint Petersburg   | Oxana Fedorova        | Hoa hậu Hoàn vũ 2002 | - Best Swimsuit                         |
| 2001                                     | Khantia-Mansia     | Oksana Kalandyrets    | Top 10               |                                         |
| 2000                                     | Moscow             | Svetlana Goreva       | Không đạt giải       |                                         |
| 1999                                     | Chuvashia          | Alexandra Petrova     | Không đạt giải       |                                         |
| 1998                                     | Yaroslavl Oblast   | Anna Malova           | Top 10               |                                         |
| 1997                                     | Saint Petersburg   | Anna Baychik          | Không đạt giải       |                                         |
| Hoa hậu Hoàn vũ Nga / Hoa hậu Liên Xô cũ |                    |                       |                      |                                         |
| 1996                                     | Saratov Oblast     | Ilmira Shamsutdinova  | Top 6                | - Best National Costume                 |
| Hoa hậu Hoàn vũ Nga                      |                    |                       |                      |                                         |
| 1995                                     | Moscow             | Yuliya Alekseyeva     | Không đạt giải       |                                         |
| 1994                                     | Moscow             | Inna Zobova           | Không đạt giải       |                                         |

### Hoa hậu Thế giới Nga

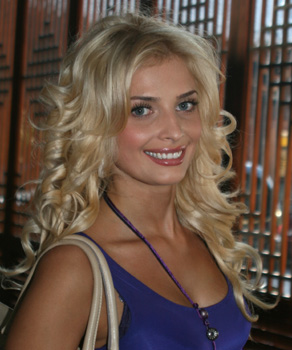
Tatiana Kotova
Hoa hậu Nga 2007

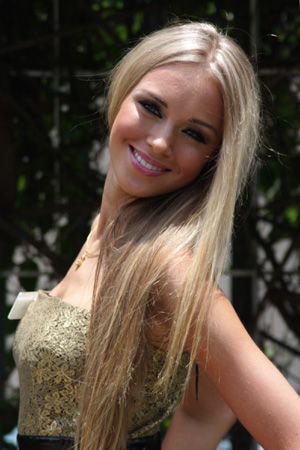
Ksenia Sukhinova
Hoa hậu Nga 2008
Hoa hậu Thế giới 2008

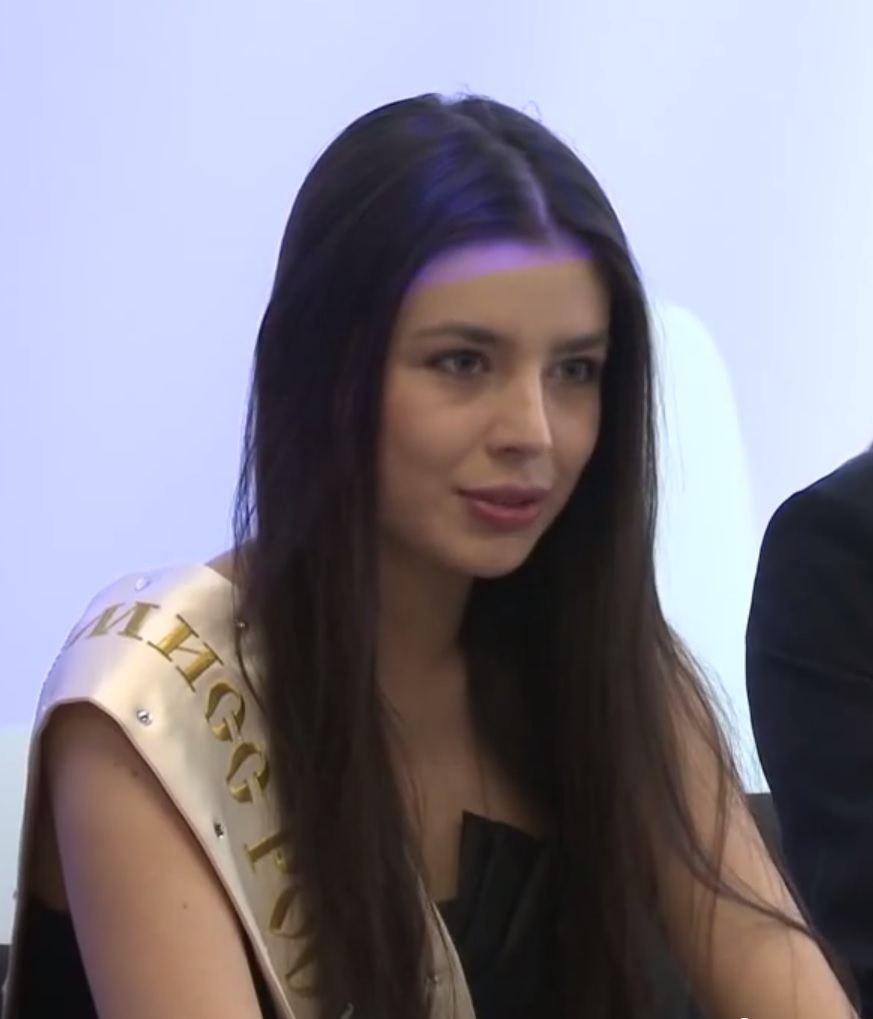
Elmira Abdrazakova
Hoa hậu Nga 2013

- : Đăng quang
- : Top 5/6
- : Bán kết hoặc Tứ kết
- : Giải phụ

| Năm                        | Chủ thể                              | Đại diện                             | Thứ hạng                             | Giải thưởng                                                      |
| -------------------------- | ------------------------------------ | ------------------------------------ | ------------------------------------ | ---------------------------------------------------------------- |
| Không tham gia từ 2021-nay |                                      |                                      |                                      |                                                                  |
| 2020                       | Cuộc thi bị hủy vì đại dịch COVID-19 | Cuộc thi bị hủy vì đại dịch COVID-19 | Cuộc thi bị hủy vì đại dịch COVID-19 | Cuộc thi bị hủy vì đại dịch COVID-19                             |
| 2019                       | Rostov Oblast                        | Alina Sanko                          | Top 12                               | - Miss World Top Model (Top 40)                                  |
| 2018                       | Yakutia                              | Natalya Stroeva                      | Top 30                               | - Beauty with a Purpose (Top 25) - Miss World Top Model (Top 32) |
| 2017                       | Sverdlovsk Oblast                    | Polina Popova                        | Top 10                               | - Beauty with a Purpose (Top 20) - Miss World Top Model (Top 30) |
| 2016                       | Tyumen Oblast                        | Yana Dobrovolskaya                   | Không đạt giải                       | - Miss World Talent (Top 21)                                     |
| 2015                       | Sverdlovsk Oblast                    | Sofia Nikitchuk                      | Á hậu 1                              |                                                                  |
| 2014                       | Rostov Oblast                        | Anastasiya Kostenko                  | Top 25                               |                                                                  |
| 2013                       | Kemerovo Oblast                      | Elmira Abdrazakova                   | Không đạt giải                       |                                                                  |
| 2012                       | Smolensk Oblast                      | Elizaveta Golovanova                 | Không đạt giải                       |                                                                  |
| 2011                       | Moscow Oblast                        | Natalia Gantimurova                  | Top 30                               |                                                                  |
| 2010                       | Tatarstan                            | Irina Sharipova                      | Top 25                               |                                                                  |
| 2009                       | Ivanovo Oblast                       | Kseniya Shipilova                    | Không đạt giải                       |                                                                  |
| 2008                       | Tyumen Oblast                        | Ksenia Sukhinova                     | Hoa hậu Thế giới 2008                | - Miss World Top Model - Continental Queen of Europe             |
| 2007                       | Rostov Oblast                        | Tatiana Kotova                       | Không đạt giải                       |                                                                  |

## Scandal

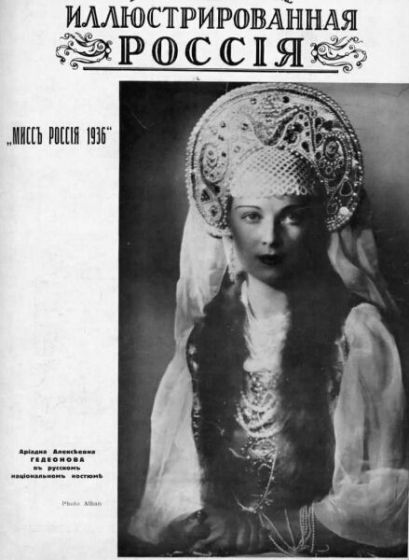
Hoa hậu Nga 1936 Ariadna Gedeonova trên ảnh bìa tạp chí "Minh họa Nga". Không lâu sau bà bị tước danh hiệu vì bị phát hiện là đã có gia đình.

- Năm 1929, Valentina Osterman đăng quang Hoa hậu. Tuy nhiên, sau khi kết thúc cuộc thi, ban tổ chức phát hiện bà không có hộ chiếu tị nạn như các thí sinh khác, và bà chỉ nói thạo tiếng Đức. Điều này trái với quy định cuộc thi, vì vậy bà bị tước danh hiệu để trao lại cho Irina Levitskaya.
- Năm 1936, Ariadna Gedeonova, một kiều dân Nga tại Pittsburgh (Mỹ) đăng quang. Tuy nhiên, không lâu sau đó, người ta phát hiện bà đã lập gia đình. Ban tổ chức đã quyết định tước danh hiệu để trao lại cho Maria Belyaeva.
- Aleksandra Ivanovskaya, Hoa hậu Nga 2005 bị đồn thổi là đã từng tham gia một bộ phim khiêu dâm. Tuy nhiên sau đó cô đã được chứng minh rằng cô chỉ giống cô gái trong bộ phim khiêu dâm kia. Cô không có cơ hội tham dự Hoa hậu Hoàn vũ và Hoa hậu Thế giới.
- Sofia Rudieva, Hoa hậu Nga 2009 bị phát hiện chụp ảnh khỏa thân khi mới 15 tuổi. Sau đó, cô đã đưa ra lời xin lỗi công chúng và giải thích rằng cô đã cả tin nghe theo những lời dụ dỗ chụp ảnh. Cô vẫn được giữ lại vương miện[4].